# فرزندخواندگی

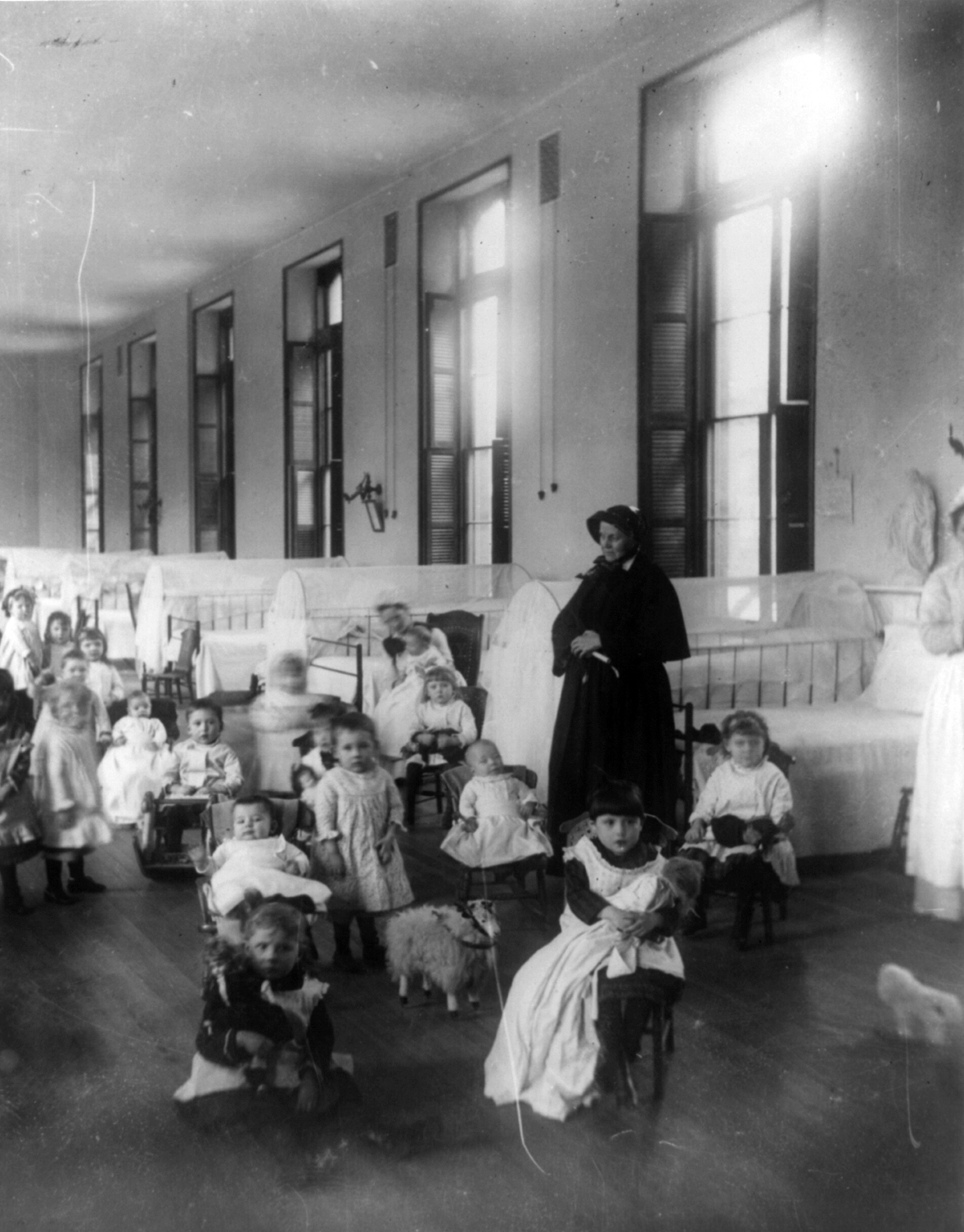
تصویری از خواهر ایرن در بیمارستان فاندلینگ نیویورک با کودکان. وی یکی از پیشگامان فرزندخواندگی مدرن است و سیستمی را برای مراقبت از کودکان ایجاد کرد.

فرزندخواندگی یا فرزندپذیری وضعیتی قانونی است که به موجب آن بین یک یا چند فرزندپذیر و کودکی غیرزیستی رابطه والدینی به وجود می‌آید. فرزندپذیری در طول تاریخ به عنوان یکی از روش‌های حمایت از کودکان بی‌سرپرست وجود داشته است. به دلیل اهمیت داشتن پسر برای گذر از پل چینود و ورود به بهشت، پسرخواندگی از اهمیت ویژه‌ای در ایران و دین زرتشت داشته است. در اسفند ۱۳۵۳ قانونی با عنوان حمایت از کودکان بدون سرپرست برای قانونی کردن نهاد فرزندپذیری تصویب شد. پیش از تصویب این قانون نیز موارد متعدد فرزندپذیری از طریق شیرخوارگاه‌ها و مراکز غیررسمی انجام گرفته است. آمار دقیقی از تعداد موارد فرزندپذیری در دست نیست. تعداد فرزندپذیری در سال ۱۴۰۲ بالغ بر (۲۵۵۰) مورد گزارش شده است. صاحب فرزند شدن از طریق اهدای جنین، دریافت اسپرم یا تخمک و رحم جایگزین را نیز نوعی فرزندپذیری می‌دانند.

## تاریخ
فرزندپذیری در گذشته بیشتر معطوف به منافع اقتصادی و سیاسی فرزندپذیر بود. فرزندخواندگی در روم و تبنی در حجاز چنین هدفی را دنبال می‌کرده است. فرزندپذیری به عنوان شیوه‌ای برای تشکیل خانواده و مراقبت از کودکان، پدیده‌ای نوظهور است.
قانون حمورابی در ۱۷۵۰ پیش از میلاد به تفصیل حقوق فرزندپذیری را بیان کرده است. فرزندپذیر باید پیشه خود را به فرزندخوانده بیاموزد؛ پدرومادر زیستی نمی‌تواند مدعی کودک بشود. فرزندخوانده نیز حق ندارد منکر رابطه پدرومادری با فرزندپذیر بشود، مگر این که فرزندپذیر در آموزش پیشه‌اش به او تعلل کند.
قانون حمورابی هر چند به صراحت زنان را از فرزندپذیری منع نکرده است اما فرزندپذیری را مختص مردان می‌داند و به مردان مجرد نیز اجازه فرزندپذیری می‌دهد. با توجه به تأکید بر آموزش پیشه نیز بر پسرخواندگی تأکید دارد. در این قانون امنیت اقتصادی فرزندخوانده نیز با ارث برابر با فرزندان زیستی و پرداخت بخشی از ارث به فرزندخوانده در صورت راندن وی، تضمین کرده است.
فرزندپذیری در قانون روم امری مرسوم است و برای تقویت ارتباطات سیاسی و حفظ اموال به کار می‌رود. در روم دو شکل فرزندپذیری وجود دارد. نوع اول پسرخواندگی است که در بین اشراف رایج بوده است. در این نوع فرزندپذیری، تنها مردان عنوان فرزند پذیرفته می‌شوند. پسرخواندگی باید مورد تأیید مجلس یا امپراتور قرار می‌گرفت. فرزندخوانده مردی آزاد و بالغ و فرزندپذیر بالای ۶۰ سال داشته است مگر این که نابارور باشد. زنان نمی‌توانستند پسرخوانده داشته باشند. بسیاری از امپراتورهای روم فرزندخوانده بودند. تراژانوس، فرزندخوانده نروا بود و پس از او نیز فرزندخوانده‌اش هادریانوس امپراتور روم شد. هادریانوس نیز در سال ۱۳۸ میلادی، آنتونیوس پیوس ۵۲ ساله را چند ماهی پیش از مرگش به فرزندی گرفت تا امپراتور جدید روم بشود. پس از پیوس نیز دو فرزندخوانده وی امپراتور روم شدند. به نظر می‌رسد فرزندخواندگی در روم راهی برای تعیین جانشین و وارث است. نوع دیگر فرزندپذیری در روم شبیه فرزندپذیری امروزی است که کودک تحت قیمومیت پدرش قرار دارد و سرپرستی وی به پدرومادر فرزندپذیر واگذار می‌شود.
در هند قدیم دوازده نوع رابطه پسر و پدری تعریف شده است که در برخی از آن‌ها رابطه زیستی بین والدین وجود ندارد. هدف از فرزندپذیری اطمینان از داشتن پسر برای انجام مراسم مذهبی و انتقال اموال و ماندگاری نام فامیلی است. گونه‌های مختلف فرزند پسر برای اطمینان از پسر داشتن و همچنین ایجاد تمایز سلسله‌مراتبی بین نوع فرزند پسر ایجاد شده است. تنها سه نوع فرزند - پسر زیستی زن‌وشوهر، دختر زیستی زن‌وشوهر که به عنوان پسر بزرگ شده است و پسر بیوه باکره از ازدواج بعد که به شوهر سابق منتسب می‌شود - تمام اموال خانواده را به ارث می‌برند و بقیه هر چند پسر تلقی می‌شوند اما در مرتبه پایین‌تری قرار دارند.

## فرزندپذیری در قران و اسلام

### قران و فرزندپذیری در پیش از اسلام
قرآن در مورد یوسف اشاره نموده که عزیز مصر در هنگام مشاهده یوسف به همسرش توصیه کرد که او را گرامی دارد، باشد که در آینده برایشان مفید واقع شود. در آیه ۲۱ سوره یوسف آمده است «آن کس که یوسف را از مصر خریده بود به همسرش گفت: نیکش بدار، شاید به حال ما سود بخشد یا او را به فرزندی اختیار کنیم.» عزیز مصر فرزندی نداشت و در اشتیاق فرزند به سر می‌برد. هنگامی که چشمش به این کودک زیبا و برومند افتاد، دل به او بست که جای فرزند برای او باشد. بسیاری از مفسران عبارت «نَتَّخِذَهُ وَلَداً» در این آیه را به معنای فرزندخواندگی تفسیر کرده‌اند.
فرزندپذیری در زمان موسی نیز امری متداول و رایج بوده است. مطابق آیه ۸ سوره قصص وقتی موسی را از نیل می‌گیرند، آسیه به فرعون می‌گوید «این کودک روشنی چشم من و تو باشد، او را نکشید شاید نفع او به ما برسد یا او را برای خود به فرزندی بگیریم.» در این آیه نیز عبارت «نَتَّخِذَهُ وَلَداً» آمده است.

### فرزندپذیری پیش از بعثت پیامبر
پیش از ظهور اسلام فرزندپذیری در عربستان امری متداول و رایج بوده است. آنان قوام و بقای جامعه و خانواده را به اولاد ذکور می‌دانستند و داشتن فرزند دختر را موجب ماندگاری نسب نمی‌دانستند. سیدمحمدحسین طباطبایی در این باره می‌گوید، «همین اعتقاد منشأ پیدایش عمل تبنی شد، یعنی باعث آن شد که اشخاص بی پسر، پسر دیگری را فرزند خود بخوانند و تمامی آثار فرزند واقعی را در مورد او هم مترتب سازند، برای این که می‌گفتند خانه‌ای که در آن فرزند پسر نیست محکوم به ویرانی و نسل صاحب‌خانه محکوم به انقراض است، لذا ناچار می‌شدند بچه‌های پسر دیگران را فرزند خود بخوانند، تا به خیال خودشان نسل‌شان منقرض نشود، و با این که می‌دانستند این فرزندخوانده، فرزند دیگران است و از نسل دیگران آمده، با این وجود فرزند قانونی خود به حساب می‌آوردند، و به او ارث می‌دادند و از او ارث می‌بردند، و تمامی آثار فرزند صلبی را در مورد او مترتب و جاری می‌کردند.»
از جمله کسانی که پیش از بعثت پیامبر به فرزندی گرفته شدند، می‌توان به زید بن حارثه اشاره کرد. زید بن حارثه بن شراحیل کلبی پس از فوت پدرش حارثه تحت سرپرستی جدش قرار گرفت و در کودکی از قبیله‌اش کلب به اسارت گرفته شد. حکیم بن حزام وی را برای عمه‌اش خدیجه خریداری کرد. خدیجه نیز زید را به همسرش، پیامبر اسلام، هدیه نمود. پیامبر زید را آزاد کرد. پس از مدتی پدربزرگش و عمویش که در جستجوی او بودند، او را پیدا کردند. پیامبر زید را بین ماندن نزد خویش یا رفتن نزد پدربزرگش مخیر نمود و زید ماندن نزد پیامبر را ترجیح داد. پس از این واقعه، پیامبر او را به فرزندی گرفت و قریش را گواه گرفت که آن دو از هم ارث می‌برند و از آن پس زید بن محمد نامیده شد.

### لغو فرزندپذیری
با نزول آیات مربوط به فرزندپذیری، جاری شدن قوانین مربوط به فرزندان زیستی در خصوص فرزندخوانده‌ها لغو شد. آیات قران دربارهٔ فرزندپذیری را می‌توان در چند گروه دسته‌بندی کرد.
- نهی از انتساب به پدر غیرزیستی. در آیه ۵ سوره احزاب از انتساب فرد به غیر از پدر زیستی‌اش نهی شده است و در صورت نشناختن پدر زیستی توصیه شده است که وی را برادر دینی بخوانند. فقها با استناد به این آیه انتساب فرزندخوانده به پدر/مادر قانونی‌اش را حتی اگر پدر/مادر زیستی وی شناخته‌شده نباشد، جایز نمی‌دانند.
- محرومیت از ارث فرزندخوانده. آیه ۶ سوره احزاب، آیه ۷۵ سوره انفال و آیه ۱۱ سوره نسا رابطه زیستی را از عوامل ارث برشمرده است. مطابق این آیات نسب از اسباب ارث مقبول از نظر اسلام است و بر خلاف جاهلیت و آغاز اسلام، فرزندخواندگی و برادرخواندگی و موارد دیگر از اسباب ارث نیستند.
- تفاوت محبت فرزندزیستی و فرزندخوانده. آیه ۴ سوره احزاب می‌گوید «خداوند برای هیچ‌کس دو دل در درونش نیافریده است.» بر اساس این آیه، فرزند دیگری را فرزند خود خواندن متنافی یکدیگر هستند که در یک قلب جمع نمی‌شود. با توجه به آن که دنباله آیه در خصوص فرزندخواندگی زید بن حارثه سخن می‌گوید، به نوعی برای رد فرزندپذیری مقدمه‌چینی نموده و مخاطب را برای پذیرش آن آماده می‌کند.
- تفاوت احکام مربوط به حرمت ازدواج. ازدواج با همسر فرزند و همچین ازدواج با همسر پدر/مادر در اسلام ممنوع است. تا پیش از آیات مربوط به فرزندپذیری، از آنجا که فرزندخوانده در حکم فرزند بود، تمامی احکام فرزند زیستی بر وی حاکم بود. اما پس از نفی فرزندپذیری، حرمت‌های ناشی از فرزندی برداشته شد. آیه ۲۳ سوره نسا تأکید دارد که حرمت ازدواج با همسر فرزندانی است که از صلب فرد باشد و به این ترتیب شامل فرزندخوانده‌ها نمی‌شود. در آیه ۳۷ سوره احزاب نیز بر ازدواج پیامبر با همسر سابق زید بن حارثه ـ فرزندخوانده پیامبر ـ صحه می‌گذارد تا به صورت عملی نیز نداشتن حرمت ازدواج با همسر فرزندخوانده را نشان بدهد.

برخی معتقدند که آنچه در قران نهی شده است تبنی است و فرزندپذیری نهی نشده است.

### نسب و محرمیت
بیشتر فقها با استناد به آیات قران فرزندپذیری را به رسمیت نمی‌شناسند و آن را موجب ایجاد نسب یا محرمیت نمی‌دانند. حتی برخی فقها نسبت به صدور شناسنامه برای کودک به نام پدر/مادر غیرزیستی که سرپرستی کودک را به عهده گرفته‌اند، انتقادهای شدیدی کرده‌اند. در جریان تصویب قانون حمایت از کودکان بی‌سرپرست و بدسرپرست در مجلس شورای اسلامی ایران، فقهای شورای نگهبان معتقد بودند القای فرزند اصلی بودن فرزندخوانده اشکال دارد.
موضوع محرمیت باعث شده است که فرزندپذیری با مشکلات بسیاری همراه باشد. فقها برای حل مشکلات ناشی از این موضوع راه‌های متعددی برای ایجاد محرمیت شرعی پیشنهاد می‌کنند. یکی از محققان دینی معتقد است که ۱۲۵۴ راه برای ایجاد محرمیت وجود دارد. رضاع (شیردادن به کودک مطابق شرایط فقهی) یکی از این راه‌هاست. در مواقعی که امکان محرمیت را طریق شیردهی به کودک وجود ندارد، از نکاح برای ایجاد محرمیت استفاده می‌شود. برای مثال کودک دختر را به نکاح موقت پدر مرد درمی‌آورند. به این ترتیب دختر در جایگاه مادر مرد قرار می‌گیرد و به او محرم می‌شود و برای ازدواج نیز حرمت ابدی پیدا می‌کند. برخی فقها به محرمیت فرزندخوانده فتوا داده‌اند. یوسف صانعی از جمله فقهایی است که معتقد است چون کودک در دامان خانواده رشد می‌کند و اصل بر سهولت است و چون گفتن این موضوع نیز برای کودک دشواری به همراه دارد، محرمیت بین فرزندخوانده و پدر و مادرش برقرار است. محمد صادقی طهرانی نیز بر محرمیت فرزندخوانده و والدینش فتوا داده است. از نظر صادقی طهرانی «کودکانی که به فرزندخواندگی در دامان کسانی به جز محارم خود تربیت می‌شوند، به ویژه اگر این جریان برایشان معلوم نباشد، این کودکان به آنان محرمند؛ زیرا آیاتی مانند: «القواعدُ مَنَ النِّساء اللّاتی لایَرجونَ نِکاحاً» و «أوِ التّابِعینَ غَیرِ اُولیِ الإربَهِ مِنَ الرِّجال» (نور، ۶۰ و ۳۱) حکمت محرمیت را اصل عدم تجاذب جنسی میان مرد و زن دانسته است؛ بنابراین در صورتی که اطفالِ فرزندخوانده از هنگام شیرخوارگی یا مدتی پیش از بلوغ، (مثلاً چند ماه که از نظر عرفی، صدق پرورش یافتن محرز شود یعنی فرزندخوانده با سرپرستی ناپدری یا نامادری، در دامن مهر و محبّت آنان تربیت شود) تحت حضانت و تربیت مستمر افرادی غیر از محارم خود باشند، با مراعات قطعی اصل مذکور که تجاذب جنسی وجود نداشته باشد، به هنگام بلوغ جنسی، پسرِ حضانت شده (فرزندخوانده) به کلیه افراد اُناث؛ و دختر حضانت شده به همه افراد ذکور خانواده‌ای که متوالیاً با آنان زندگی کرده، محرم می‌باشد.» در خصوص دیدگاه فقهی صادقی طهرانی انتقادی نشده است اما نسبت به فتوای یوسف صانعی انتقادهای فراوانی شده است و این فتوا را مخالف نص صریح قران و بدعت خوانده‌اند.

### ارث
فرزندپذیری از موجبات ارث نیست. با وجودی که برخی فقها به محرمیت فرزندخوانده فتوا داده‌اند اما دربارهٔ ارث فرزندخوانده نظری متفاوت دارند. یوسف صانعی با وجود فتوای محرمیت فرزندخوانده همانند فرزند، در پاسخ به استفتا در خصوص ارث فرزندخوانده می‌گوید «فرزندخوانده چون رَحِم نمی‌باشد، مطلقاً ارث نمی‌برد.»

## شرایط قانونی فرزندپذیری در ایران

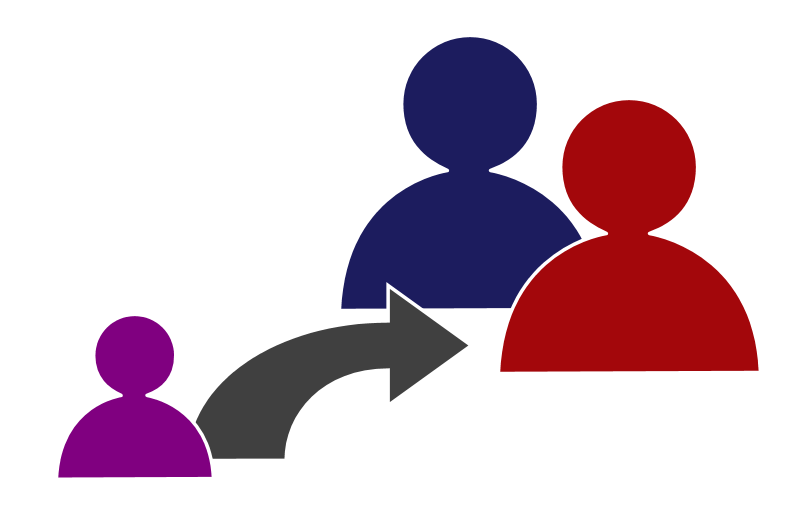
نماد فرزندپذیری

در نظام حقوقی اسلام، نَسَب منحصراً از طریق ولادت مشروع ایجاد می‌شود، بنابراین فرزندپذیری باعث ایجاد نسب قراردادی نمی‌شود. خانواده‌های فاقد فرزند تحت ضوابط و شرایطی می‌توانند کودکان بی‌سرپرست را سرپرستی نمایند، بدون آنکه آثار ناشی از قرابت نسبی، از قبیل ارث و حرمت نکاح بین آن‌ها ایجاد شود. قانون مدنی ایران به پیروی از شریعت اسلام و فقه، فرزندپذیری را به رسمیت نمی‌شناشد؛ بنابراین فرزندپذیری به مفهومی که در کشورهای غربی به کار می‌رود، در ایران وجود ندارد. اولین بار با قانون حمایت از کودکان بدون سرپرست (مصوب ۲۹ اسفند ۱۳۵۳) امکان واگذاری سرپرستی کودکان بی‌سرپرست به خانواده‌های فاقد فرزند به صورت قانونی ممکن شد. در سال ۱۳۸۷، سازمان بهزیستی با همکاری قوه قضاییه لایحه‌ای برای تغییر قانون مصوب ۱۳۵۳ به مجلس ارائه کرد. در لایحه پیشنهادی امکان واگذاری سرپرستی کودکان به زن‌وشوهر دارای فرزند و همچنین زنان مجرد پیش‌بینی شده بود. قانون حمایت از کودکان و نوجوانان بی‌سرپرست و بدسرپرست در مهرماه ۱۳۹۲ ابلاغ و جایگزین قانون قبلی شد. این قانون به دلیل طرح امکان ازدواج فرزندخوانده با سرپرست بحث‌برانگیز شد.

## شرایط فرزندپذیر
در قانون حمایت از کودکان بدون سرپرست مصوب ۱۳۵۳ تنها زن‌ومرد متأهل بدون فرزند می‌توانستند درخواست سرپرستی دایم کودک را بکنند. اما در بازنگری سال ۱۳۹۲ این شرایط تغییر کرده است و علاوه بر زن‌ومرد متأهل بدون فرزند، زنان مجرد و زن‌ومرد متأهل دارای فرزند نیز می‌توانند درخواست فرزندپذیری بکنند. زنان مجرد تنها می‌توانند سرپرستی کودک دختر را به عهده بگیرند. درخواست‌کننده فرزندپذیری باید شرایط زیر را داشته باشند.
- تابعیت ایران
- حداقل سی سال سن یکی از سرپرست‌ها
- تقیّد به انجام واجبات و ترک محرمات
- عدم محکومیت جزائی مؤثر با رعایت موارد مقرر در قانون مجازات اسلامی
- تمکن مالی
- عدم حجر
- سلامت جسمی و روانی لازم و توانایی عملی برای نگهداری و تربیت کودکان و نوجوانان تحت سرپرستی
- نداشتن اعتیاد به مواد مخدر، مواد روانگردان و الکل
- صلاحیت اخلاقی
- عدم ابتلاء به بیماری‌های واگیر یا صعب‌العلاج
- اعتقاد به یکی از ادیان مصرح در قانون اساسی جمهوری اسلامی ایران

### شرایط فرزندخوانده
کودکی که به خانوادهٔ فرزندپذیر واگذار می‌شود، باید شرایط زیر را داشته باشد.
- کودک کمتر از ۱۶ سال داشته باشد.
- پدر، مادر و پدربزرگ پدری یا وصی ولی قهری وی زنده نباشند یا امکان شناسایی آن‌ها وجود نداشته باشد.
- کودکی که به مراکز بهزیستی سپرده شده است و پدر و مادر و پدربزرگ آن‌ها یا وصی ولی قهری دو سال تمام برای سرپرستی وی مراجعه نکرده باشد.
- پدر، مادر، پدربزرگ پدری یا ولی قهری او ولو با ضم امین یا ناظر صلاحیت سرپرستی کودک را نداشته باشند

کودکانی که پدر، مادر، جد پدری یا وصی منصوب ولی قهری صلاحیت سرپرستی کودک را نداشته باشد، کودک بدسرپرست تلقی می‌شود اما امکان واگذاری سرپرستی دایم وی وجود ندارد و تنها می‌تواند سرپرستی موقت وی در قالب امین موقت واگذار شود.

## قوانین فرزندپذیری در ایران
با وجود تأسیس شیرخوارگاه‌ها و مراکز نگهداری کودکان توسط دولت و نهادهای خیریه، قوانین مدنی ایران تا سال ۱۳۵۳ واگذاری سرپرستی کودکان را به رسمیت شناخته نمی‌شناخت. تنها قانون در این زمینه، آیین‌نامه احوال شخصیه زرتشتیان بود که در چندین ماده شیوه فرزندپذیری را برای آنان تقنین کرده بود.

### قانون حمایت از کودکان بدون سرپرست مصوب ۱۳۵۳
قانون حمایت از کودکان بدون سرپرست در ۲۴ اسفند ۱۳۵۳ در مجلس سنا تصویب و در جلسه فوق‌العاده ۲۹ اسفند ۱۳۵۳ نیز در مجلس شورای ملی تصویب شد. این قانون مشتمل بر ۱۷ ماده و ۶ تبصره بود. مطابق این قانون افراد ساکن ایران فارغ از تابعیت می‌توانستند تقاضای سرپرستی کودکان بدون سرپرست را بکنند.

### قانون حمایت از کودکان و نوجوانان بی‌سرپرست و بدسرپرست مصوب ۱۳۹۲
سال ۱۳۸۳ تفاهم‌نامه‌ای بین سازمان بهزیستی کشور، معاونت اجتماعی و اداره کل امور اجتماعی قوهٔ قضاییه منعقد شد. یکی از موارد تفاهم‌نامه، اصلاح و بازنگری قانون حمایت از کودکان بی‌سرپرست مصوب ۲۹ اسفند ۱۳۵۳ بود. مهم‌ترین دلیل بازنگری قانون مصوب ۱۳۵۳ را گسترش دامنه فرزندپذیری به کودکان بدسرپرست بود. لایحه حمایت از کودکان و نوجوانان بی‌سرپرست و بدسرپرست در۴ اسفند ۱۳۸۷ به مجلس ارائه می‌شود. لایحه جدید بر خلاف قانون مصوب ۱۳۵۳ به زنان مجرد بالای ۳۰ سال و خانواده‌هایی که فرزند داشتند در اولویت بعد از خانواده‌های بدون فرزند اجازه درخواست سرپرستی می‌داد. این لایحه با تغییرات محدودی در ۱۵ مهر ۱۳۸۸ در مجلس شورای اسلامی تصویب شد. شورای نگهبان طی نامه‌ای در ۱۱ آبان ۱۳۸۸ اعلام می‌کند که این مصوبه ایرادهای فراوانی دارد و تصویب آن را نیازمند اذن رهبری می‌داند. در ۲۴ دی ۱۳۹۰ رهبری اجازه بررسی لایحه را می‌دهد و در  مهر ۱۳۹۲  تصویب می‌شود.

## تبصره بحث‌برانگیز: ازدواج سرپرست با فرزندخوانده
ازدواج سرپرست با فرزندخوانده در قانون مصوب ۱۳۵۳ مسکوت بود. در لایحه پیشنهادی دولت ازدواج سرپرست با فرزندخوانده منوط به اجازه دادگاه و نظر کارشناسی بهزیستی شده بود. در صحن مجلس ازدواج سرپرست با فرزندخوانده چه در زمان حضانت و چه پس از آن به‌طور کل ممنوع شود. شورای نگهبان ممنوعیت ازدواج با فرزندخواندی را غیرشرعی می‌داند و در نهایت ازدواج سرپرست و فرزندخوانده منوط به اجازه دادگاه دادگاه می‌شود. فقهایی متعددی به این موضوع اعتراض می‌کنند.      گسترش اعتراض‌ها باعث می‌شود که  ناصر مکارم شیرازی نیز ازدواج سرپرست با فرزندخوانده را جایز نداند و بگوید با توجه به این که ازدواج باید شرعاً به مصلحت فرزند خوانده باشد و به اصطلاح فقها، غبطه او رعایت شود و این کار غالباً به مصلحت فرزندخوانده نیست و راه را برای سوء استفاده پدرخوانده باز می‌کند، از نظر ایشان شرعاً جایز نیست. روان‌شناسان نیز وجود این قانون را ناقض امنیت روانی خانواده‌ها و مخل روابط والد و فرزندی  و انگیزه‌های فرزندپذیری و شیوع بدبینی در خانواده می‌دانند.  فعالان زن معتقدند که دختران بیشتر در معرض تهدید چنین ازدواجی هستند.   الهام امین‌زاده، معاونت حقوقی رئیس‌جمهور، نیز جواز چنین ازدواجی را باعث مخدوش شدن امنیت روانی مادر و تهدیدی برای دختران می‌داند.
محمد نفریه، معاون امور اجتماعی وقت سازمان بهزیستی، از این تبصره دفاع می‌کند. وی تبصره ماده ۲۶ را محدودکننده چنین ازدواج‌هایی می‌داند. 